# Jhon Valencia
Jhon Valencia (* 6. Dezember 1993) ist ein ecuadorianischer Leichtathlet, der sich auf den Sprint spezialisiert hat.

## Sportliche Laufbahn
Erste internationale Erfahrungen sammelte Jhon Valencia im Jahr 2010, als er bei den Jugendsüdamerikameisterschaften in Santiago de Chile in 11,11 s den sechsten Platz im 100-Meter-Lauf belegte und nach 23,43 s Rang acht über 200 Meter erreichte. Im Jahr darauf belegte er bei den Juniorensüdamerikameisterschaften in Medellín in 42,73 s den fünften Platz mit der ecuadorianischen 4-mal-100-Meter-Staffel und 2012 gewann er bei den Ibero-Amerikanischen Meisterschaften in Barquisimeto in 40,83 s die Bronzemedaille mit der Staffel hinter den Teams aus Brasilien und Venezuela. 2013 schied er bei den Südamerikameisterschaften in Cartagena mit 22,11 s in der Vorrunde im 200-Meter-Lauf aus und belegte in 40,11 s den vierten Platz in der 4-mal-100-Meter-Staffel und auch mit der 4-mal-400-Meter-Staffel gelangte er nach 3:15,61 min auf Rang vier. Anschließend kam er bei den Juegos Bolivarianos in Trujillo mit 21,84 s nicht über den Vorlauf über 200 Meter hinaus und gewann in 39,62 s die Silbermedaille in der 4-mal-100-Meter-Staffel hinter Venezuela und stellte damit einen neuen Landesrekord auf. Im Jahr darauf nahm er an den Südamerikaspielen in Santiago teil und schied dort mit 22,09 s in der Vorrunde über 200 Meter aus und klassierte sich mit der 4-mal-100-Meter-Staffel nach 40,41 s auf dem fünften Platz.
2015 siegte er in 39,94 s gemeinsam mit Anderson Quintero, Franklin Nazareno und Álex Quiñónez in der 4-mal-100-Meter-Staffel bei den Südamerikameisterschaften in Lima. 2017 schied er dann bei den Südamerikameisterschaften in Luque mit 10,68 s und 21,61 s jeweils in der ersten Runde über 100 und 200 Meter aus und belegte mit der Staffel in 40,61 s den vierten Platz. Anschließend verpasste er bei den Juegos Bolivarianos in Santa Marta mit 22,18 s den Finaleinzug über 200 Meter und gewann im Staffelbewerb nach 39,83 s die Bronzemedaille hinter den Teams aus Venezuela und Kolumbien. Im Jahr darauf schied er bei den Ibero-Amerikanischen Meisterschaften in Trujillo mit 11,17 s im Vorlauf über 100 Meter aus und bei den IAAF World Relays 2019 in Yokohama verpasste er in der 4-mal-200-Meter-Staffel mit 1:27,22 min den Einzug ins Finale und wurde anschließend bei den Südamerikameisterschaften in Lima in 41,14 s Sechster in der 4-mal-100-Meter-Staffel.
2013 wurde Valencia ecuadorianischer Meister im 200-Meter-Lauf.

## Persönliche Bestleistungen
- 100 Meter: 10,43 s, 12. Oktober 2013 in Ibarra
- 200 Meter: 21,05 s, 16. Juni 2013 in Quito